# Peatonal Sarandí
La Peatonal Sarandí es una calle peatonal de la Ciudad Vieja de Montevideo, casco antiguo de la capital de Uruguay. Se trata de la principal vía de barrio y un importante sitio turístico de la ciudad.
Resultado de una obra comenzada en 1992 y extendida en años posteriores, la peatonal parte de la Puerta de la Ciudadela, sigue por la Plaza Constitución (comúnmente llamado Plaza Matriz) y finaliza en la intersección con la peatonal Pérez Castellano.
Las cuadras restantes, desde allí hasta la Rambla (la avenida costera), en el extremo oriental de la Ciudad Vieja, son calle, no peatonal. Como una extensión de esta calle se encuentra el espigón largo del sur del Puerto de Montevideo, que ha tomado el nombre de Escollera Sarandí, y en el extremo se encuentra el Faro de la Escollera Sarandí.
Muchos edificios de valor arquitectónico se pueden ver a lo largo de Peatonal Sarandí, así como galerías de arte y muchas tiendas y negocios que obedecen al modelo lúdico vigente. Algunos de sus puntos de interés son el Edificio Pablo Ferrando, que está al lado del Museo Torres García, el Plaza Fuerte Hotel, el Club Uruguay en Plaza Constitución, el Cabildo, donde se encuentra el archivo municipal de la ciudad, que también es un monumento nacional y museo, y la Catedral Metropolitana de Montevideo, comúnmente conocida como Iglesia Matriz, que también da a la plaza la denominación popular de Matriz.
En abril de 2010 la Intendencia Municipal y la Junta Departamental de Montevideo inauguraron el "Espacio de los Soles" (también mencionado como "Paseo de los Soles"), denominando así por decreto al tramo de la peatonal comprendido entre la Plaza Independencia y la calle Misiones. Allí se colocan baldosas en homenaje a diferentes referentes de la cultura uruguaya y a visitantes ilustres. Cada baldosa consiste en un cuadrado de 60cm de lado, con el sol orleado de 16 rayos con rostro (similar al de la bandera uruguaya), acompañado en la base por una pequeña placa con el nombre de la persona homenajeada, ambos elementos confeccionados en bronce.